# 경주시청 하키
경주시청 하키(慶州市廳 hockey)는 대한민국의 여자 필드 하키 실업팀으로 경주시 안강운동장 하키전용구장에서 훈련한다.  경주시청 여자하키팀은 1984년에 창설되었으며, 경주시청의 체육청소년과가 관할한다. 하키팀의 창단 이후 약 10년 성적부진으로 인해 해체 위기를 맞기도 하였으나, 점차 성적이 개진되어 2000년도에는 종별선수권 대회와 전국체전에서 우승을 차지하였다. 2002년 8월을 기준으로 그해 1번과 우승과 3번의 준우승의 성적을 거두었다. 2008년 8월 제51회 전국종별하키선수권대회서 우승을 거두으며, 그해 3월 2008년 전국춘계남여하키대회와 6월 협회장기 전국하키대회에서 각각 3위 등을 차지하였다. 2008년 12월에는 시청 하키팀의 주장인 이선옥 선수가 국제하키연맹 (FIH)에서 2008 월드올스타에 선정되는 영광을 안기도 하였다. 한편, 하키가 대한민국 내에서 비인기 종목인 것을 감안하더라도,  2009년 경주시 행정사무감사에 따르면 경주시청 하키팀은 타 팀에 비해 낮은 급여 및 보유선수 부족 등으로 열악한 수준에 처해있다고 보고되었다.